# ハンス＝ゲオルグ・ブルガー

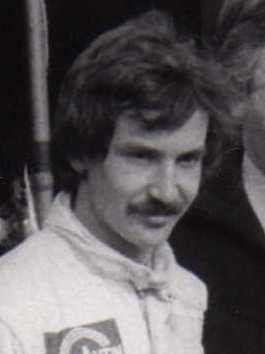
ハンス＝ゲオルグ・ブルガー。 1979年

ハンス＝ゲオルグ・ブルガー（Hans-Georg Bürger、1952年4月1日 - 1980年7月22日）は、西ドイツのレーシングドライバー。ビュルガーと表記なされる場合もある。

## 経歴
23歳でレースのキャリアをスタートさせ、1976年にドイツのスラロームタイトルを獲得し、ルノー5カップに参戦した。ルーキーシーズンであったが、3勝・総合2位の成績であった。ドイツの雑誌Autozeitungの助けを借りて、1978年にブルガーはベルナルド・シュナイファーチームに加わり、F3デビューを果たす。シリーズランキングも2位と好成績を収めた。同年にはドイツレーシングカー選手権にも参戦開始。1979年から同選手権でBMWをドライブ。 ニュルブルクリンク1000㎞レースでは、エックハルト・シンプフをコ・ドライバーとして6位になり、クラス全体で1位になった。
1979年11月30日、ブルガーはヘルムート・マルコがエントリーしたBMW・M1を、1000年にマルクス・ヘッティンガーと共有した。 彼とヘッティンガーは親しい友人であり、彼らはともにドイツのルノー5カップのレースを開始し、チームGS Sportのチームメイトであり、一緒にプロカーシリーズに卒業し、ゼネラルマネージャーのヨッヘン・ニアパッシュ指導の下で最も有望な若いチームBMWのドイツのドライバーとなった。
1980年、ブルガーはヨーロッパF2選手権に出場し、スラクストンで8位でフィニッシュし、ニュルブルクリンクでグリッドの最前列からスタートした。

## 事故死
ブルガーは、1980年のヨーロッパF2チャンピオンシップのオランダラウンドであるザントフォールトの最初の練習セッションで6位になった。 2回目の練習セッションの終わりに、シケインでクラッシュ。ピットに戻った。メカニックは壊れたサスペンションを修理し、車のノーズを変更したが、1980年7月20日日曜日のウォームアップセッションまで、ティガー・F280・BMWをテストすることはできなかった。最初の2周の間はサスペンションを制御するためにトラックをゆっくりと循環。3周目からペースを上げて走行を始めた。次のラップで、ブルガーはトラックを外れ、左側のScheivlakベンドで約200 km / h。でガードレールに正面から衝突し、フェンスポールに頭を強打した。現場に最初に通りかかったのは、ベッペ・ガビアーニであった。ガビアーニは、ブルガーのヘルメットが2つに割れているのに気が付き、数分でブルガーは救急車でハーレムのEGエリザベス病院に運ばれた。 1時間後、彼はアムステルダムのウィルヘルミーナ病院の集中治療室に移送されたが、2日後に頭部外傷で死亡した。

## レース成績

### ヨーロッパ・フォーミュラ3選手権
| 年     | チーム                               | シャシー    | エンジン     | 1   | 2   | 3     | 4   | 5   | 6   | 7   | 8   | 9   | 10  | 11  | 12      | Pos. | Pts |
| ------ | ------------------------------------ | ----------- | ------------ | --- | --- | ----- | --- | --- | --- | --- | --- | --- | --- | --- | ------- | ---- | --- |
| 1979年 | ベルトラム・シェーファー・レーシング | ラルト・RT1 | トヨタ・2T-G | VLL | ÖST | ZOL 3 | MAG | DON | ZAN | PER | MNZ | KNU | KIN | JAR | KAS Ret | 19位 | 4   |

### ル・マン24時間レース
| 年     | チーム              | コ・ドライバー                              | 使用車両 | クラス | 周回 | 順位 | クラス 順位 |
| ------ | ------------------- | ------------------------------------------- | -------- | ------ | ---- | ---- | ----------- |
| 1980年 | BMWモータースポーツ | ハンス＝ヨアヒム・スタック ドミニク・ラコー | BMW・M1  | IMSA   | 283  | 15位 | 5位         |